# Glyceria striata
Espèce
Glyceria striata, la Glycérie striée en français, est une espèce de plantes herbacées de la famille des Poaceae (graminées).
On considère que cette plante fait partie de la flore obsidionale de France. Connue comme naturalisée en France depuis le XIXe siècle aux environs de Paris.

## Description
Plante herbacée de 30 cm à 1 m de haut. Epillets longs de 2 à 4 mm. Feuilles larges de 2 à 6 mm.

## Habitats
Bois clairs, lisières forestières, chemins forestiers sur sols plus ou moins humides.

## Statuts de protection, menaces
En France l'espèce est classée NA (Non applicable) par l'UICN. Elle n'est pas soumise à évaluation car introduite récemment.

## Liste des sous-espèces, variétés et formes
Selon Tropicos (21 février 2014) (Attention liste brute contenant possiblement des synonymes) :
- Glyceria striata subsp. stricta (Scribn.) Hultén
- Glyceria striata var. mexicana Kelso
- Glyceria striata var. striata
- Glyceria striata var. stricta (Scribn.) Fernald
- Glyceria striata fo. stricta (Scribn.) B. Boivin